# Мешкитела (Мангуалди)
Мешкитела (порт. Mesquitela) — район (фрегезия) в Португалии, входит в округ Визеу. Является составной частью муниципалитета Мангуалди. Находится в составе крупной городской агломерации Большое Визеу. По старому административному делению входил в провинцию Бейра-Алта. Входит в экономико-статистический субрегион Дан-Лафойнш, который входит в Центральный регион. Население составляет 954 человека на 2001 год. Занимает площадь 6,68 км².
Покровителем района считается С.-Мамеде (порт. S. Mamede).